# Сан Роко (Кјети)
Сан Роко (итал. San Rocco) је насеље у Италији у округу Кјети, региону Абруцо.
Према процени из 2011. у насељу је живело 703 становника. Насеље се налази на надморској висини од 462 м.